# Kennedy Boateng (Fußballspieler, 1996)
Kennedy Kofi Boateng (* 29. November 1996) ist ein togoisch-ghanaischer Fußballspieler.

## Karriere

### Verein
Boateng begann seine Karriere in der West African Football Academy. Für WAFA absolvierte er mindestens 20 Spiele in der Premier League.
Im August 2016 wechselte er zum österreichischen Zweitligisten LASK, bei dem er einen bis Juni 2019 laufenden Vertrag erhielt. Sein Debüt für den LASK in der zweiten Liga gab er im September 2016, als er am elften Spieltag der Saison 2016/17 gegen den FC Blau-Weiß Linz durchspielte.
Nach dem Aufstieg des LASK in die Bundesliga wurde er zur Saison 2017/18 an den Zweitligisten SV Ried verliehen. Im Juli 2018 wurde die Leihe um ein Jahr verlängert. Zur Saison 2019/20 wurde er fest verpflichtet von Ried. Mit Ried stieg er 2020 in die Bundesliga auf. In vier Spielzeiten in Ried kam er zu insgesamt 104 Erst- und Zweitligaeinsätzen für die Innviertler.
Zur Saison 2021/22 wechselte Boateng nach Portugal zum CD Santa Clara. Für Santa Clara absolvierte er 52 Partien in der Primeira Liga, aus der der Klub 2023 aber abstieg. Daraufhin verließ er die Azoren nach der Saison 2022/23 wieder. Nach mehreren Monaten ohne Klub kehrte er im November 2023 nach Österreich zurück und wechselte zum Bundesligisten SC Austria Lustenau. Für Lustenau spielte er bis zum Ende der Saison 2023/24 17 Mal in der Bundesliga, aus der das Team aber abstieg.
Zur Saison 2024/25 wechselte Boateng daraufhin nach Rumänien zum Erstligisten Dinamo Bukarest.

### Nationalmannschaft
Boateng debütierte im März 2022 in einem Testspiel gegen Sierra Leone für die togoische Nationalmannschaft.